# 威尼斯山
46°11′05″N 10°31′55″E / 46.18466°N 10.53185°E
威尼斯山（義大利語：Monte Venezia），是意大利的山峰，位於該國北部，由倫巴第大區負責管轄，屬於阿達梅洛-普雷薩內拉阿爾卑斯山脈的一部分，海拔高度3,290米，每年平均降雨量1,357毫米。